# Justin Faulk
Justin Faulk, född 20 mars 1992 i South St. Paul, är en amerikansk professionell ishockeyspelare som för närvarande spelar för Carolina Hurricanes i NHL. Han valdes som 37:e spelare totalt i NHL Entry Draft 2010 av Carolina Hurricanes. 
Faulk spelade under säsongen 2010/11 för collegelaget Univ. of Minnesota-Duluth, samt 13 slutsspelsmatcher för AHL-laget Charlotte Checkers.